# Eberhard Henneböle

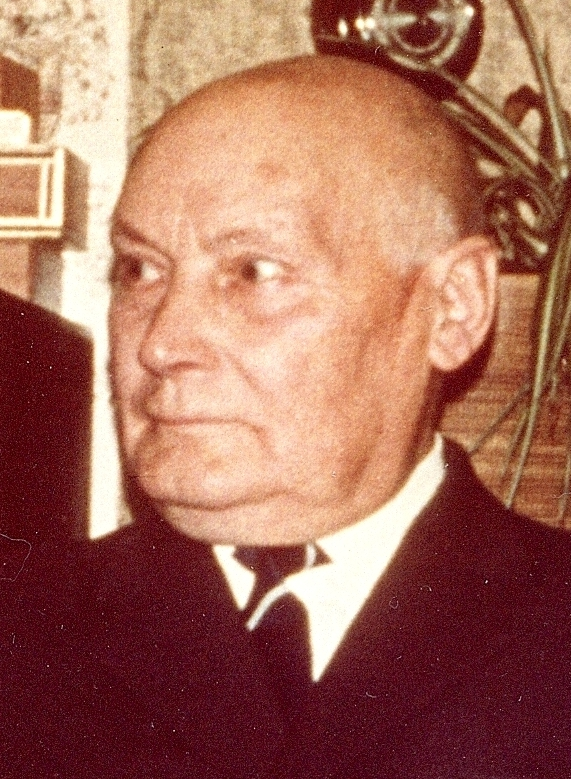
Eberhard Henneböle, 1969

Eberhard Henneböle (* 20. September 1891 in Göttingen; † 19. Januar 1979 in Salzkotten) war ein deutscher Volksschuldirektor, Heimatpfleger und Heimatforscher.

## Leben
Eberhard Henneböle wurde am 20. September 1891 in Göttingen, heute Kreis Warendorf, als Sohn des Polizei-Sergeanten Eberhard Henneböle und seiner Ehefrau Klara, geb. Hillebrand, geboren. Nach dem berufsbedingten Umzug des Vaters nach Geseke verbrachte er dort zusammen mit seinen zwei Brüdern seine Kindheit und Jugend. Hier musste er den frühen Tod des Vaters erleben. Nach seiner Volksschulzeit besuchte er mit 15 Jahren von 1906 bis 1909 die Präparandie in Rüthen, die um 1900 die erste Stufe der Volksschullehrerausbildung bildete. Anschließend absolvierte er erfolgreich die dreijährige Ausbildung im Lehrerseminar in Büren mit dem Bestehen der ersten Lehrerprüfung im Januar 1912.
Im Februar 1912 war er für einen Monat vertretungsweise an der einklassigen Schule in Füchtorf-Rippelbaum, Kreis Warendorf, eingesetzt. Danach leistete er seine einjährige Militärpflicht beim Füsilier-Regiment 39 in Düsseldorf ab.

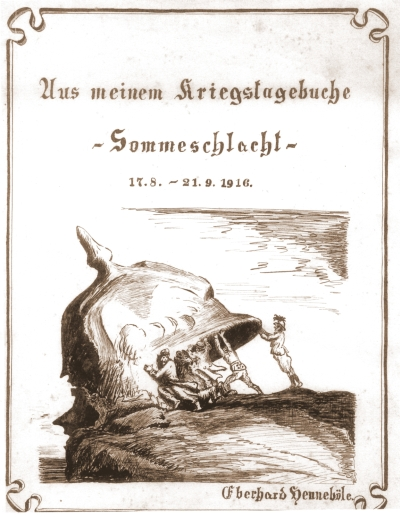
Kriegstagebuch Sommeschlacht von Eberhard Henneböle, 1916, 46 Seiten, 2 Karten

Die ihm von der Regierung in Münster übertragene Verwaltung einer Lehrerstelle in Ahaus, Kreis Borken, musste er schon nach 16 Monaten wegen der Einberufung zum Kriegsdienst aufgeben. Im Ersten Weltkrieg war er vom 1. August 1914 bis zum 1. März 1919 in verschiedenen Einheiten eingesetzt. Schon am 28. August 1914 wurde er in Frankreich verwundet und nach seiner Genesung im Generalkommando im Nachrichtendienst und in der Spionageabwehr eingesetzt. Diese Tätigkeit wurde 1916 noch einmal durch einen dreimonatigen Fronteinsatz in Frankreich unterbrochen. Er führte ein sehr detailliertes Kriegstagebuch über die Schlacht an der Somme im Jahr 1916.
Nach dem Kriege wurde er wieder in Ahaus eingesetzt, wo er auch am 2. August 1919 seine zweite Lehrerprüfung mit Erfolg ablegte. Nach sieben Jahren an der dortigen Volksschule wurde ihm 1926 auf eigenen Wunsch in Rüthen eine Lehrerstelle übertragen. Dort übernahm er zum gleichen Zeitpunkt die Leitung der gewerblichen Berufsschule sowie den Unterricht in Naturkunde und Rechnen an der ländlichen Fortbildungsschule. In Rüthen lebte er fortan mit seiner Ehefrau Emma, geb. Läufer, und den zehn gemeinsamen Kindern. Schon nach vier Jahren wurde er 1930 zum Konrektor an der Volksschule Rüthen befördert. Während des Zweiten Weltkriegs behielt er seine Lehrerstelle in Rüthen. Erst in den letzten Kriegstagen wurde er noch zum Volkssturm eingezogen.
Nach dem Zweiten Weltkrieg war er von 1946 bis zu seiner Pensionierung im Jahre 1952 Rektor der Volksschule in Rüthen. Im Ruhestand hat er seine Forschungen und Grabungen, die er schon neben seiner schulischen Tätigkeit in der Freizeit und besonders in den Ferien in großem Umfang und auf einem hohen Niveau betrieben hatte, noch weiter intensiviert. Henneböle galt als charismatisch und strahlte natürliche Autorität aus. Ulrich Grun, der mit ihm seit den 1970er Jahren intensiv zusammenarbeitete, charakterisierte seine erste Begegnung mit Henneböle denn auch folgendermaßen: „Als ich in sein Arbeitszimmer trat, erblickte ich am Tisch, mir halb zugewandt, eine straff aufrecht sitzende Gestalt mit einem mächtigen kahlen Schädel und eindringlichen Augen, wie ein Patriarch - menschliches Urgestein - beherrschte er den Raum...“.

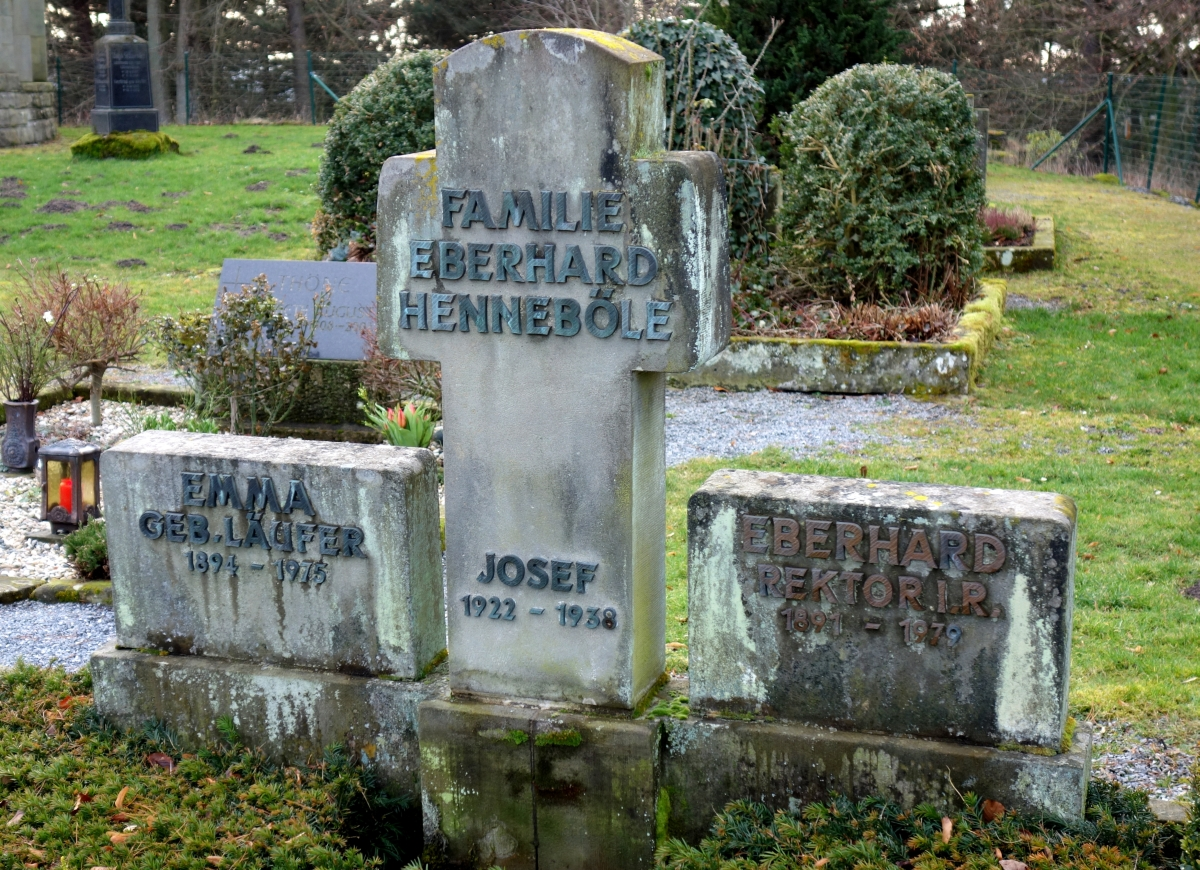
Grab Familie Eberhard Henneböle, 2016

Auf Grund seiner besonderen Verdienste wurde Henneböle 1961 das Bundesverdienstkreuz verliehen. Außerdem wurde er 1971 an seinem 80. Geburtstag zum Ehrenbürger der Stadt Rüthen ernannt und 1999 posthum durch die Benennung einer Straße in Rüthen („Henneböle-Straße“) geehrt. Über viele Jahre war er Beauftragter für Denkmal-, Natur- und Landschaftsschutz sowie ehrenamtlicher Mitarbeiter des Landesmuseums für Vor- und Frühgeschichte in Münster. Außerdem war er Mitglied der Römisch-Germanischen Kommission und der Altertumskommission für Westfalen.
Eberhard Henneböle starb am 19. Januar 1979 in Salzkotten. Er ist begraben auf dem Friedhof in Rüthen.
Die umfangreichen und bedeutenden Funde aus seinen Ausgrabungen befinden sich im LWL-Museum für Archäologie Westfälisches Landesmuseum Herne, im Stadtmuseum Lippstadt, im Museum Haus Kupferhammer Warstein, im zentralen Fundarchiv der LWL-Archäologie in Münster und im Stadtarchiv Rüthen.

## Forschungen

### Vorgeschichtliche Forschungen
Schon während seiner Lehrertätigkeit in Ahaus hat er bei Ausgrabungen im Kreis Ahaus mitgearbeitet, die zu wertvollen Ergebnissen geführt haben und die von den Professoren Wegner in Münster und van Deinse in Amsterdam veröffentlicht wurden.

#### Hohler Stein

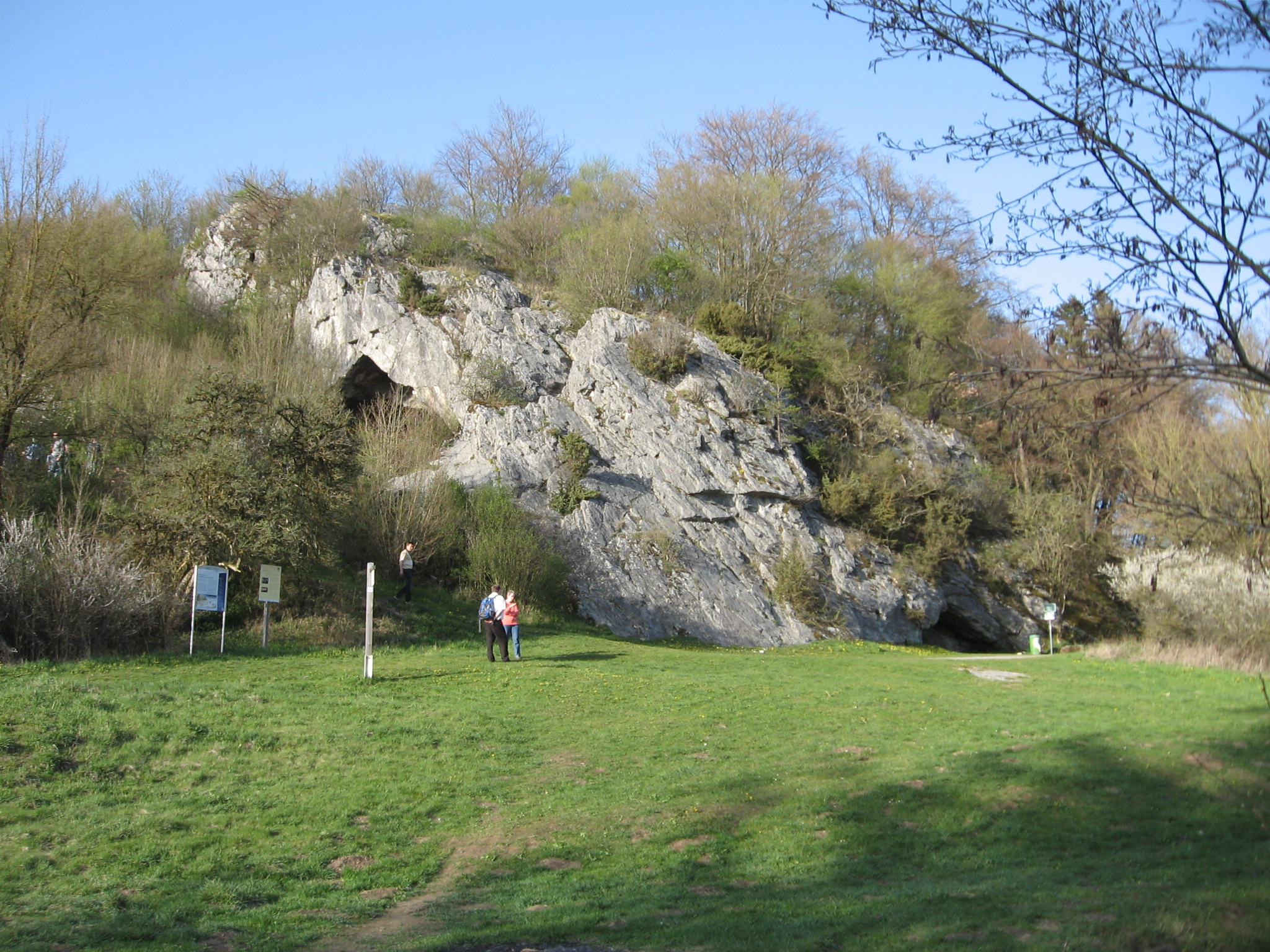
Hohler Stein im Lörmecketal bei Kallenhardt, 2012

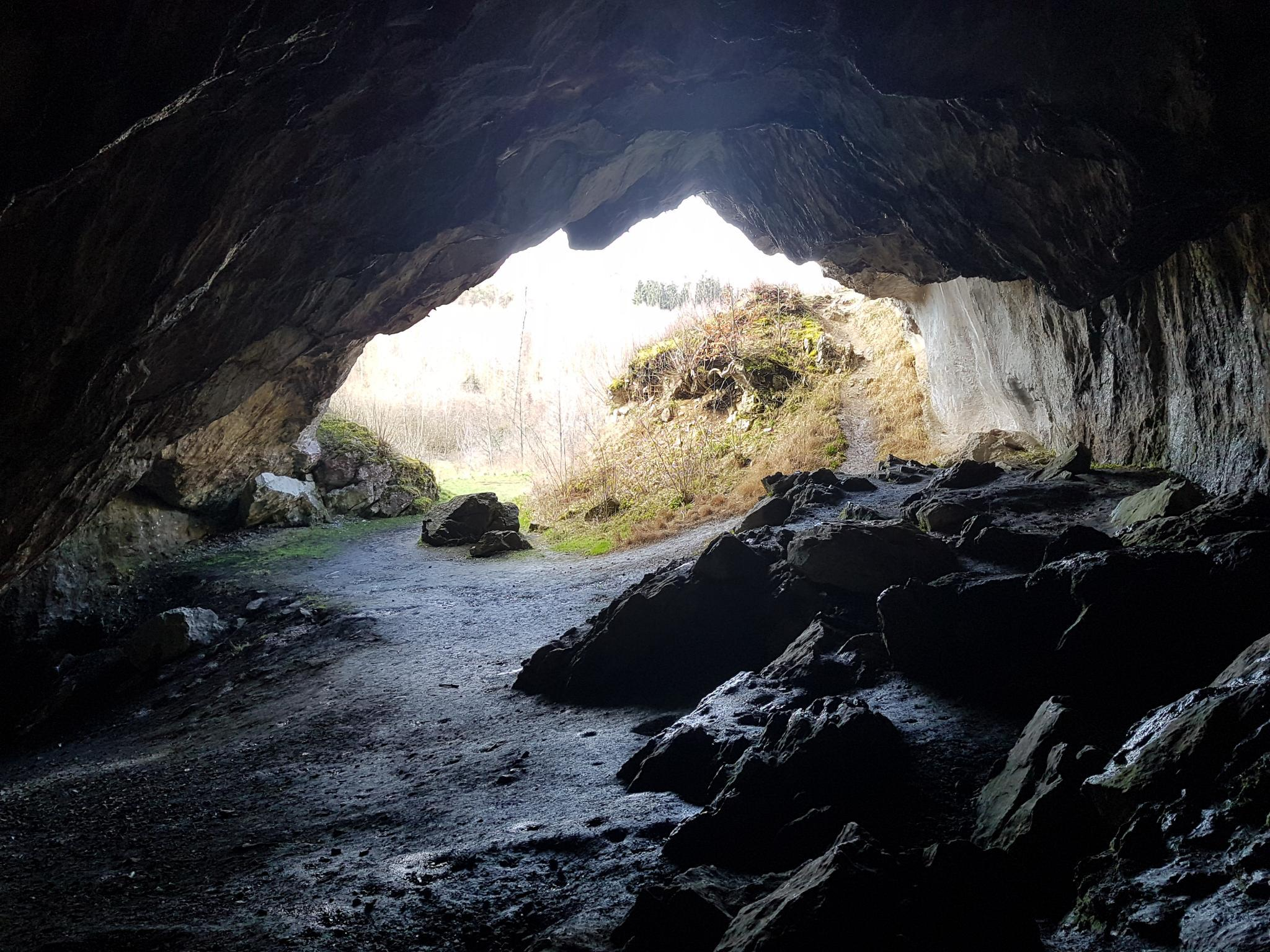
Hohler Stein, Innenraum, 2023

Bei einer Wanderung weckte der Hohle Stein bei Kallenhardt Henneböles Aufmerksamkeit und er bemühte sich um eine Ausgrabungsgenehmigung. Beim Ausräumen der Erd- und Schuttmassen wurde er vom Landesmuseum für Vor- und Frühgeschichte in Münster unterstützt. Die altsteinzeitlichen Funde in der „Kulturhöhle Hohler Stein“ sind einmalig in Deutschland, so dass sie sogar als besondere Kulturstufe nach ihrem Fundort „Kallenhardter Stufe“ oder „Hohlesteinstufe“ benannt werden. Hierbei handelt es sich um eine Kulturstufe zwischen der Altsteinzeit und der mittleren Steinzeit um etwa 12.000 v. Chr. Die Ausgrabungen in den Jahren 1927 bis 1933 wurden von den Professoren August Stieren und Julius Andreé von der Universität Münster begleitet. Seine zeichnerische Begabung ermöglichte es ihm, die Funde eigenhändig zu zeichnen. (Veröffentlichungen)

#### Höhlenforschung
Es waren nicht zuletzt die Entdeckungen am Hohlen Stein, die Henneböles Interesse für die Erforschung von Höhlen hervorriefen. Der devonische Massenkalksattel, der sich im Raum von Brilon über Kallenhardt nach Warstein erstreckt, weist ausgeprägte Karsterscheinungen und Höhlensysteme auf, die nach und nach entdeckt wurden.
1934 schrieb er über neuere Erkenntnisse der Besiedlung der Rösenbecker Höhle bei Brilon in der Stein- und Eisenzeit und wies darauf hin, dass diese schon länger bekannte Höhle auch eine bewohnte Kulturhöhle war. Im Bereich des Lörmecketales unterhalb des Hohlen Steins waren es der Wasserverlauf des Baches mit Bachschwinden und kleinen Quelltöpfen, an deren Untersuchung Henneböle in den folgenden Jahren beteiligt war. So wurde der unterirdische Lauf des Wassers schon frühzeitig mit Wassereinfärbungen erforscht. Dabei stellte man fest, dass das Wasser der Lörmecke bei Kallenhardt in den Quellen der Wester in Warstein wieder zutage tritt.
Spektakulär waren die Funde im Bereich der 1935 in Warstein entdeckten Liethöhlen. Als hier bei Steinbrucharbeiten Gänge angeschnitten wurden, erhielt Henneböle vom Landesmuseum Münster den Auftrag, Untersuchungen durchzuführen, und er konnte zahlreiche Knochenfunde der eiszeitlichen Tierwelt sichern. 1948 wurden an den Seiten des erweiterten Steinbruches weitere Gänge freigelegt, die zur Entdeckung eines Höhlensystems mit Kalzitausscheidungen von einzigartiger Schönheit geführt haben. Henneböle begleitete die Forschungen von Franz Lotze aus Münster und veröffentlichte zahlreiche Aufsätze.
(Veröffentlichungen)

#### Mesolithische Siedlungen im Möhnegebiet
Neben der Untersuchung verschiedener Höhlen hat sich Henneböle auch den anderen Wohnplätzen des steinzeitlichen Menschen gewidmet. So konnte er u. a. im Bereich der Alme und der oberen Möhne mehr als zehn nacheiszeitliche Wohn- und Lagerplätze des Menschen durch Funde lokalisieren. (Veröffentlichungen)

#### Bronzezeitliche Hügelgräber
Henneböles Aufmerksamkeit galt auch den Bodendenkmälern. Im Arnsberger und Briloner Wald sowie an der Haar zeigten sich in Feld und Wald viele große, mächtige Steinhaufen, die im Volk als Steinkisten oder Bestattungsstellen auffielen. Diese identifizierte Henneböle anhand von Form und Größe als Grabhügel (1800 bis 800 v. Chr.).
Zahlreiche Hügel sind von ihm untersucht worden. So hat er insgesamt über 80 bronzezeitliche Grabhügel im Möhnegebiet nachgewiesen und kartographisch erfasst.
(Veröffentlichungen)

### Frühgeschichtliche Forschungen

#### Römerlager Kneblinghausen
Schon während seiner Ausbildung in der Präparandie in Rüthen kam Eberhard Henneböle durch den damaligen Leiter, Anton Hartmann, in Kontakt mit vor- und frühgeschichtlichen Ausgrabungen. Der Seminaroberlehrer Hartmann hatte im Rahmen seiner Forschungen das Römerlager bei Kneblinghausen entdeckt. Nach Henneböles eigenen Worten ist durch dieses Vorbild sein Interesse geweckt worden. Er begann ab 1934 mit eigenen Forschungen und Ausgrabungen im Auftrag der Altertumskommission für Westfalen, die er nach dem Zweiten Weltkrieg im Auftrag der Römisch-Germanischen Kommission in Frankfurt fortsetzte und u. a. einen vorgelagerten römischen Spitzgraben mit Kastenwall und Palisadenschutz sowie ein sog. Klavikeltor aufdeckte. (Veröffentlichungen)

### Regionalgeschichtliche Forschungen

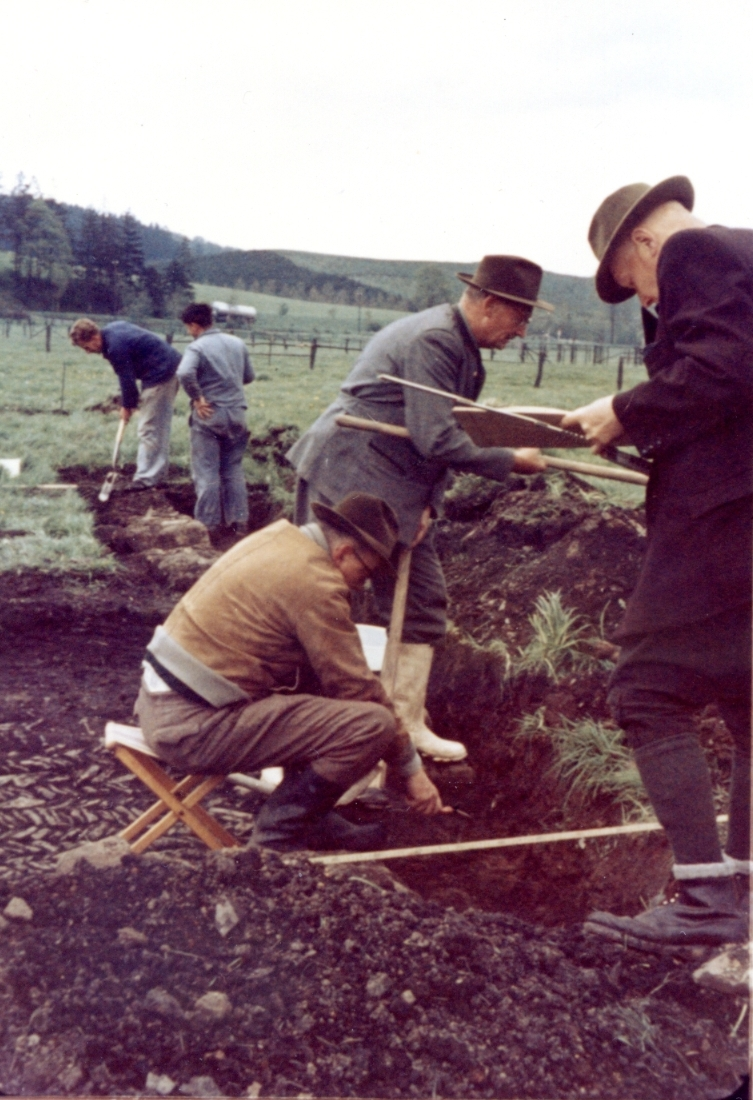
Ausgrabungen in der Wüstung Ölinghusen/Fahlenhof in Rüthen 1962, re. Eberhard Henneböle, sitzend Paul-Werner Vahle aus Kamen

#### Wüstungsforschung
Eberhard Henneböle setzte die von Joseph Bender, dem ehemaligen Rüthener Stadtarchivar Franz Viegener und Josef Lappe begonnene Wüstungsforschung im Rüthener Raum auf der Basis akribischer Archivrecherchen fort und führte sie durch umfangreiche Lesefunde bei Feldbegehungen und genaue zeichnerische Erfassungen von Zufallsfunden bei Ausschachtungsarbeiten zu einer archäologisch abgesicherten Lokalisierung.
Neben der Lokalisierung der aufgegebenen Orte, wobei immer wieder die Flurnamen wichtige Aufschlüsse gaben, waren es auch besonders die Ursachen der Wüstungen, die Henneböle zu erforschen versuchte. Eine Ursache sah er in der Gründung der Städte Rüthen und Kallenhardt, die die Bewohner der umliegenden kleinen Ortschaften veranlassten, ihre alten Siedlungen zu verlassen und in die neuen Städte umzuziehen. Viele Orte wurden ganz aufgegeben – sie leben teilweise nur noch in Straßennamen weiter (z. B. Schneringhusen und Harderinghusen) –, andere Dörfer erlebten eine Teilwüstung. Neuere Forschungen gehen zum Teil auch von anderen Gründen für das Wüstfallen aus.
(Veröffentlichungen)

#### Geschichte der Stadt Rüthen und der Landesburg Rüdenburg
Auch die Geschichte der im Rahmen der territorialen Expansionsbestrebungen der Kölner Erzbischöfe 1200 gegründeten Stadt Rüthen und der 1217 vorgelagerten Burg wurden von Eberhard Henneböle erforscht und in mehreren zum Teil umfangreichen Abhandlungen erfasst. Besonders hervorzuheben ist sein Verdienst um die erste kartographische Erfassung und Beschreibung der mittelalterlichen Befestigungsanlagen der Stadt und der Burg sowie der wichtigsten Gebäude, wobei er auf den Vorarbeiten des ehemaligen Stadtarchivars Franz Viegener aufbauen konnte. Daneben wurden von ihm verschiedene für die Stadt Rüthen wichtige geschichtliche Ereignisse und die Geschichte wesentlicher Gebäude aufgearbeitet. (Veröffentlichungen)

#### Geschichte der Hanse in Rüthen
In der Nachfolge der Historiker Johann Suibert Seibertz und Joseph Bender erforschte Henneböle die Rolle Rüthens in der Hanse, wobei er u. a. auch deren Wirtschaftsbeziehungen zu anderen Hansestädten erfasste. Henneböle fand auch heraus, dass zahlreiche Rüthener Namen in den Lübecker Neubürgerlisten von 1317 bis 1356 aufgeführt waren. Hierdurch konnte er die Bedeutung der Stadt Rüthen in der damaligen Hanse aufzeigen und belegen. (Veröffentlichungen)

#### Verlauf der Landwehren im Raum Rüthen
Früher schützten Städte und auch gewachsenen Orte ihren Siedlungs- und agrarischen Nutzungsbereich mit so genannten Landwehren. Auch die Stadt Rüthen schützte sich mit mehreren Landwehren in der Feldflur, die jedoch von der Landwirtschaft im Laufe der Zeit eingeebnet wurden.
Henneböle, der zu seiner Zeit bestimmt noch einige Merkmale der Landwehren in den Feldmarken erkennen konnte, beschrieb sie in mehreren Aufsätzen. So konnte er auch feststellen, dass einige von ihnen auch als Hudeabgrenzungen zwischen den einzelnen Orten auffällig wurden, so zwischen Haderinghusen und Schneringhusen, deren Ausläufer noch heute im Wald erkennbar sind. Henneböle fasste alle Namen der Landwehren zusammen, umschrieb ihre Lage und hielt die in Feldbegehungen erkundeten Funde im Raum Rüthen in einer Skizze fest. Dabei entdeckte er, dass einige bereits vor der Gründung der Städte in der Frühgeschichte ihren Ursprung haben mussten.
(Veröffentlichungen)

#### Alte Handelswege im Raum Rüthen
Die Ergebnisse seiner Untersuchungen im Bereich der Altstraßenforschung hat er u. a. in zwei Aufsätzen niedergelegt, wobei er den Verlauf alter Straßen zwischen Lippe und Ruhr sowie im Großraum Paderborn in drei detaillierten Karten festgehalten hat. (Veröffentlichungen)

### Sprachwissenschaftliche Untersuchungen

#### Ortsnamen und Flurnamen

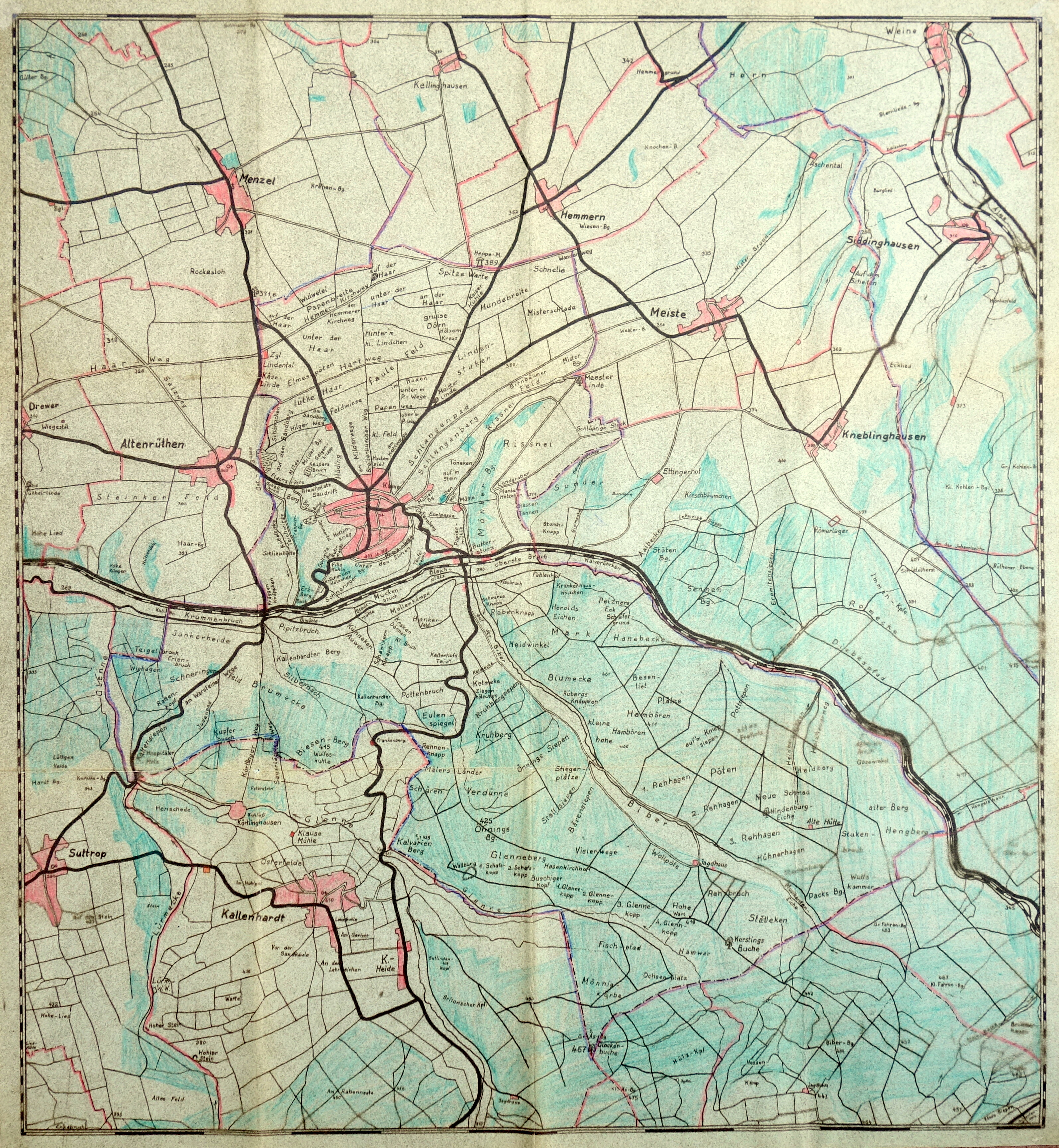
Flurnamenkarte von Rüthen von Eberhard Henneböle, 1949

Orts- und Flurnamenforschung als wichtige Quellen für die Heimat- und Regionalgeschichte hat Eberhard Henneböle über Jahrzehnte betrieben. Seine Verdienste in diesem Bereich sind nicht nur in der Sammlung, Archivierung und kartographischen Erfassung der Namen im gesamten Rüthener Raum zu sehen, sondern auch in der sprachwissenschaftlichen sowie siedlungsgenetischen Auswertung und Erforschung. (Veröffentlichungen)

#### Sagen
Eberhard Henneböle sammelte in Gesprächen mit Rüthener Bürgern Erzählungen und Sagen aus der Region. Das Haarmännchen, das in verschiedenen Erscheinungsformen im Bereich der Haar auftrat und Anwohnern und Reisenden Streiche spielte, steht in vielen dieser Sagen im Mittelpunkt, die Ulrich Grun im Buch Das Haarmännchen veröffentlicht hat. Eberhard Henneböle suchte in den Sagen den archäologischen Hintergrund für seine Forschungen.

### Kunstgeschichtliche Untersuchungen
Über 30 Jahre hat Eberhard Henneböle an einer Veröffentlichung zur Erforschung des westfälischen Barocks gearbeitet. Er hat nachgewiesen, dass Rüthen in der Zeit vom Dreißigjährigen Krieg bis gegen 1750 ein Bauzentrum und Sammelpunkt namhafter europäischer Architekten, Bildhauer und Maler war. Die Künstler kamen zum Teil aus der Schweiz, Tirol, Böhmen und Italien. Zu ihnen gehörte neben Paul Gladbach (Bildhauer, † 1688) und Michael Spanner (Baumeister, † 1742) auch Vinzenz Bartholomäus Rabaliatti (Steinmetz und Baumeister, ⚭ 1703), Vater des kurpfälzischen Hofbaumeisters Franz Wilhelm Rabaliatti (1716–1782). (Veröffentlichungen)

### Biografien bekannter Rüthener Persönlichkeiten
Nicht nur im Bereich der Vor- und Frühgeschichte sowie des Mittelalters hat Henneböle Forschungsergebnisse vorzuweisen, sondern auch in der Zeit des 17. bis 19. Jahrhunderts. Hierzu gehören die Erforschung der Lebensläufe bedeutender Rüthener Persönlichkeiten. So widmete er sich eingehend dem Leben des Pastors Anton Kopp, der die Auswanderung einer Gruppe aus dem Sauerland organisierte und mit ihnen in den USA im Staate Michigan die Stadt Westphalia gründete. Neben weiteren Persönlichkeiten der Rüthener Geschichte hat Henneböle sich auch dem aus ärmlichen Verhältnissen stammenden Johannes Goldstein gewidmet, der es an der Wende zum 17. Jahrhundert zum Superintendenten brachte, der u. a. durch seine Predigtsammlung bekannt wurde. (Veröffentlichungen)

### Geologische Forschungen
Zusammen mit seinem ältesten Sohn Eberhard, einem Geodäten, hat er eine geologische Übersichtskarte im Maßstab 1:50.000 des oberen Möhnegebietes erstellt. Darüber hinaus hat er sich verdient gemacht durch umfangreiche Veröffentlichungen zur Geologie dieses Raumes, insbesondere zum Rüthener Grünsandstein.

## Veröffentlichungen (Auswahl)
Henneböles Leistungen sind untrennbar verbunden mit seiner bemerkenswert großen Anzahl an Veröffentlichungen, in denen er immer wieder seine Forschungsergebnisse in Wort und Bild einem breiten Publikum zugänglich machte.

### Vorgeschichtliche Veröffentlichungen
- Hohler Stein:
  - Die vorgeschichtliche Siedlungsstätte Hohler Stein bei Kallenhardt. In: Heimatblätter Lippstadt 1/1930, S. 1–2.
  - Vorbericht über die Ausgrabungen im Hohlen Stein 1933. In: Aus der Vorzeit in Rheinland, Lippe und Westfalen (F. Coppenrath Münster) Heft 3/1933, S. 49–54, 5 Abb.
  - Die Ausgrabungen im Hohlen Stein. In: Sauerländischer Gebirgsbote, 12/1933, S. 161–162, 2 Abb.
- Höhlenforschung:
  - Die Rösenbecker Höhle. In: Der Wächter von Kahlen Asten, Brilon 4/1934, S. 14.
  - Höhlen im Flussgebiet der oberen Möhne. In: Westfalen im Bild (E. Gundlach Bielefeld, Heft 4/1936, S. 8–10, 3 Abb.)
  - Neues von Höhlen in unserer Heimat. In: Heimatblätter Lippstadt 7/1953, S. 49–51, 1 Abb. Forts. in 8/1953, S. 61–62.
  - Die Kulturhöhle im Bilsteinfelsen, neue Bestandsaufnahme und aufschlussreiche Feststellungen. In: Heimatblätter Lippstadt 24/1960, Seite 185–189, 3 Abb.
- Mesolithische Siedlungen im Möhnegebiet:
  - Neue mesolithische Fundplätze in Westfalen. In: Germania, Anzeiger der römisch-germanischen Kommission des Deutschen Archäologischen Instituts (Walter de Gruyter & Co. Berlin) 3/1933 S. 185–186.
  - Mesolithische Siedlungen bei Rüthen Kneblinghausen. In: Prähistorische Zeitschrift, Heft 1/2 1934, S. 111–129, 11 Abb.
  - Neue Mesolithische Siedlungen in Westfalen. In: Aus der Vorzeit in Rheinland, Lippe und Westfalen (Coppenrath Münster) Heft 10/11 1935, S. 160–164, 3 Abb.
  - Vorgeschichtliche Siedlungen im Flussgebiet der oberen Möhne. In: Westfalen im Bild (E. Gundlach Bielefeld) 8/1935 S. 4–5, 4 Abb.
- Bronzezeitliche Hügelgräber:
  - Vorgeschichtliche Grabanlagen im Kreise Lippstadt. In: Heimatblätter Lippstadt 5/1930, S. 19–20.
  - Frühbronzezeitliche Hügelgräber bei Rüthen. In: Aus der Vorzeit in Rheinland, Lippe und Westfalen (Coppenrath Münster) Heft 5/6 1934, S. 74–81 9 Abb.
- Weitere Veröffentlichungen zur Vorgeschichte:
  - Aus den Urtagen des Menschengeschlechts in unserer Heimat. In: Heimatbuch des Kr. Lippstadt, Lippstadt 1930, Bd. 2, S. 155–161, 3 Abb.
  - Fundübersicht der vorgeschichtlichen Bodenaltertümer des Kreises Lippstadt. In: Aus der Vorzeit in Rheinland, Lippe und Westfalen 1. 1933/34. S. 14–20.
  - Die ersten Menschen in unserer Heimat. In: Festschrift zur 750 Jahrfeier 1200–1950, S. 9–11, Lippstadt 1950.
  - Der heimatliche Raum zu Beginn der geschichtlichen Zeit. In: Festschrift zur 750-Jahrfeier 1200–1950, S. 11–12, Lippstadt 1950.
  - Die Erdgeschichte unserer Heimat. In: Festschrift zur 750-Jahrfeier 1200–1950, S. 42–46, Lippstadt 1950.
  - Die Vor- und Frühgeschichte des Kreises Lippstadt., Beiträge zur Heimatkunde des Kreises Lippstadt, Heft 4, 48 Seiten, 28 Abb., Lippstadt 1952.
  - Die Vor- und Frühgeschichte des Warsteiner Raumes. In: Beiträge zur Warsteiner Geschichte, Heft 2, 72 Seiten, 27 Abb. 11 Tafeln, 1 Karte, Hennecke Warstein 1963.
  - Die Vor- und Frühgeschichte. In: Praesidium Baduliki – Belecke, (Selbstverlag Stadt Belecke 1970) S. 13–63, 34 Abb.

### Frühgeschichtliche Veröffentlichungen
- Römerlager Kneblinghausen:
  - mit Ernst Samesreuther: Neue Untersuchungen in Kneblinghausen. In: Germania. Anzeiger der Römisch–Germanischen Kommission 23, 2, 1939, S. 94–103 (Digitalisat).
  - Die Römerlager bei Kneblinghausen. In: Der Sauerländer, Heimatka1ender 1941 (Westfalen-Verlag Dortmund) S. 122–125, 4 Abb.
  - Das Römerlager Kneblinghausen., 4 Seiten, 3 Abb., Aschendorff, Münster 1954.
  - Die römischen Anlagen bei Kneblinghausen I–III. In: Heimatblätter Lippstadt 2/1958 S. 9–11, 3 Abb., 3/1958 S. 19–20, 4/1958, S. 28–30 1 Abb., 5/1958 S. 36–38, 1 Abb., 6/1958 S. 44–46, 1 Abb., 8/1958 S. 60–62, 2 Abb., 10/1958 S. 75–76, 1 Abb.
- Weitere Veröffentlichungen zur Frühgeschichte:
  - Wallburggrabung auf den Schafsköppen östlich Kallenhardt. In: Westfälische Forschungen 2, 1939, S. 285.

### Regionalgeschichtliche Veröffentlichungen
- Wüstungsforschung:
  - Wüstungen bei Rüthen und Kallenhardt, ein Beitrag zur Siedlungsgeschichte des oberen Möhneraumes. In: Heimatblätter Lippstadt 3/1963, S. 9–10, 1 Karte.
- Geschichte der Stadt Rüthen und der Rüdenburg:
  - Die letzten Jahrhunderte vor der Stadtgründung. In: Festschrift zur 750-Jahrfeier 1200–1950, S. 12–13, Lippstadt 1950.
  - Die Festung Rüden und die Rüdenburg. In: Zeitschrift Westfalens (Aschendorff Münster) Heft 2/3 1955, S. 109–112, 1 Abb.
  - Die Wehranlagen der Bergfeste Rüden und der Rüdenburg. In: Heimatblätter Lippstadt 13/1955, S. 97–100.
- Geschichte der Hanse in Rüthen:
  - Rüthen und die Hansa. Lübecker Neubürger aus Rüthen und Umgebung. In: Heimatblätter Lippstadt 11/1969, S. 81–87.
  - Rüthen und die Hanse. In: Hansische Stadtgeschichte des westfälischen Hansebundes. Herford 1985.
- Verlauf der Landwehren im Raum Rüthen:
  - Die Landwehren Rüthens, ein Beitrag zur Frühgeschichte unserer Heimat. In: Heimatblätter Lippstadt, 5/1964 S. 17–18, 1 Abb., 6/1964 S. 21–23, 1 Karte, 7/1964, S. 27–28.
  - Bereits vor der Gründung der Städte bestanden die Landwehren – Die Landwehren Rüthens – Ein Beitrag zur Frühgeschichte unserer Heimat In: Heimatblätter Lippstadt, 45/1964, S. 17–18 und S. 21–23.
- Alte Handelswege im Raum Rüthen:
  - Der Kaufmannsweg. In: Westfälischer Heimatkalender, 1961, S. 108–112, 2 Abb., 2 Karten.

### Veröffentlichungen zu sprachwissenschaftlichen Untersuchungen
- Ortsnamen und Flurnamen:
  - Die Flurnamen von Rüthen, Karte M 1:25.000., (Dreifarbendruck mit Erläuterung der Flurnamen auf der Rückseite.), Verlag Größchen Dortmund 1949.
  - Die Ortsnamen im Amtsbezirk Rüthen. Ein Deutungsversuch. In: Heimatbuch des Kreises Lippstadt, Bd. 3, S. 20–23 Lippstadt 1952.
  - Von alten Straßen unserer Heimat. In: Westfälischer Heimatkalender, 1960, S. 44–50, 2 Abb., 1 Karte.
  - Die Eichen – Ragende Zeichen. Markante Punkte in der Landschaft – Aus der Flurnamenforschung unserer Heimat (1) In: Heimatblätter Lippstadt 8/1961, S. 29–30, 1 Abb.
  - Wenn die „Immenorgel“ tönt. Linden in der Landschaft – Aus der Flurnamenforschung unserer Heimat (2) In: Heimatblätter Lippstadt 9/1961, S. 33–34, 1 Abb.
  - Mit Sensen gegen Schnadgänger. Als Kallenhardt und Rüthen um den Grenzwald kämpften – Aus der Flurnamenforschung unserer Heimat (3) In: Heimatblätter Lippstadt 12/1961, S. 47, Fortsetzung in 13/1961, S. 51, 2 Abb.
  - Recht und Gericht in alter Zeit. Von Richtstätten und Galgen – Aus der Flurnamenforschung unserer Heimat (4) In: Heimatblätter Lippstadt 14/1961, S. 53–54, 1 Abb.
  - Seltsam verunstaltete Namen. Wo liegen Kragenknöpfchen und Wirtin? – Aus der Flurnamenforschung unserer Heimat (5) In: Heimatblätter Lippstadt 15/1961, S. 57–58, 1 Abb.

### Veröffentlichungen zu kunstgeschichtlichen Untersuchungen
- Meister Stephan von Rüthen. In: Heimatblätter Lippstadt 8/1956, S. 57–60, 1 Abb.
- Ein Meister berühmter Altäre: Der Bildschnitzer Paul Gladbach aus Rüthen. In: Heimatblätter Lippstadt 17/1960, S. 129–132, 1 Abb.

### Biografien bekannter Rüthener Persönlichkeiten
- Pastor Kopp aus Rüthen, Gründer der Stadt Westphalia in Michigan USA. In: Heimatblätter Lippstadt 20/1956, S. 153–154, 21/1956, S. 163–165, 22/1956, S. 174–175, 17/1958, S. 135–136.
- Professor Kaspar Becks, ein großer Sohn der Bergstadt Rüthen. In: Heimatblätter Lippstadt 16/1958, S. 122–124.
- Johannes Goldstein. Vom Betteljungen zum Superintendenten. In: Heimatblätter Lippstadt 23/1961, S. 91–92.
- Friedrich Hilsmann, der berühmte Doktor van Naime. Geboren am 28. Dezember 1808 zu Rüthen. In: Heimatblätter Lippstadt 2/1966, S. 7.

## Artikel über Eberhard Henneböle
- Eberhard Henneböle, Rüthen. Sehr verdienter Heimatforscher und Schulmann vollendet am 20. September 1956 sein 65. Lebensjahr. Kleine Bilder aus dem Leben eines immer Tätigen. In: Heimatblätter Lippstadt, Jg. 37/1956, Nr. 17, S. 129–131, Verf.: Joseph Hogrebe, Studienrat, Rüthen.
- Große Verdienste um die Forschung. Zum 70. Geburtstag des Vorgeschichtsforschers Eberhard Henneböle. In: Heimatblätter Lippstadt, Jg. 42/1961, Nr. 17, S. 67, Verf.: Hans Beck, Landesmuseum für Vor- und Frühgeschichte, Münster.
- Der 100ste Geburtstag von Rektor a. D. Eberhard Henneböle. In: Heimatblätter Lippstadt, Jg. 71/1991, S. 113–118, Verf.: Philipp R. Hömberg, Olpe.